# ロレンツォ・トリアーニ
ロレンツォ・トリアーニ（Lorenzo Torriani, 2005年1月31日 - ）は、イタリア・ヴィモドローネ出身のサッカー選手。セリエA・ACミラン所属。ポジションはGK。

## 経歴
チッタ・ディ・コロニョでサッカーを始め、その後ACミランのユースアカデミーにU-8として入団し、ユースカテゴリーで昇格していった。2024年にリザーブゴールキーパーとして出場し始め、2024年夏のプレシーズンに参加した。2024年6月26日、ACミランと2027年までの初のプロ契約を結んだ。
2024年9月17日、UEFAチャンピオンズリーグ 2024-25のリヴァプールFC戦で、先発ゴールキーパーのマイク・メニャンが負傷で退場したため、交代でACミランでシニアおよびプロデビューを果たした。出場時間中にソボスライ・ドミニクに1ゴールを許し、無失点に抑えることはできなかったが、デビュー戦では3回のセーブを記録し、ビルドアップ時に優れたボールコントロールを披露するなど、堅実なパフォーマンスを見せた。

## 代表経歴
イタリアのユース代表選手で、2024年9月にイタリア代表U-20に初めて招集され、U-20エリートリーグの試合に出場した。